# Il mercante di corpi
Il mercante di corpi, titolo originale Voodoo River, è un romanzo poliziesco di Robert Crais. È stato pubblicato nel 1995 negli Stati Uniti, e nello stesso anno in Italia dalla casa editrice Piemme. Esso costituisce il quinto capitolo delle vicende incentrate sulla coppia di investigatori privati Elvis Cole e Joe Pike.
Nel 1996 il libro ha ottenuto la nomination al Premio Dilys, vinto da Michael Connelly con L'ombra del coyote.

## Trama
la vicenda narra una nuova indagine nella quale Cole deve ritrovare il parente di una giovane ragazza e grazie alle sue doti non sarà difficile per lui la ricerca. Ma quando porta a termine il lavoro di ricerca, Cole si troverà immerso in un pericoloso traffico di esseri umani e scoprirà che la ragazza nasconde un segreto che lo porterà ad una nuova indagine ad alto rischio nella quale sarà accompagnato dal fedele socio Pike.

## Edizioni
- Robert Crais, Il Mercante di Corpi, collana I maestri del thriller, Piemme, 1995, ISBN 88-384-8762-6.
- Robert Crais, Il Mercante di Corpi, collana Mini Pocket, Piemme, 2003, ISSN 1723-5405 (WC · ACNP).